# Nowy Ład

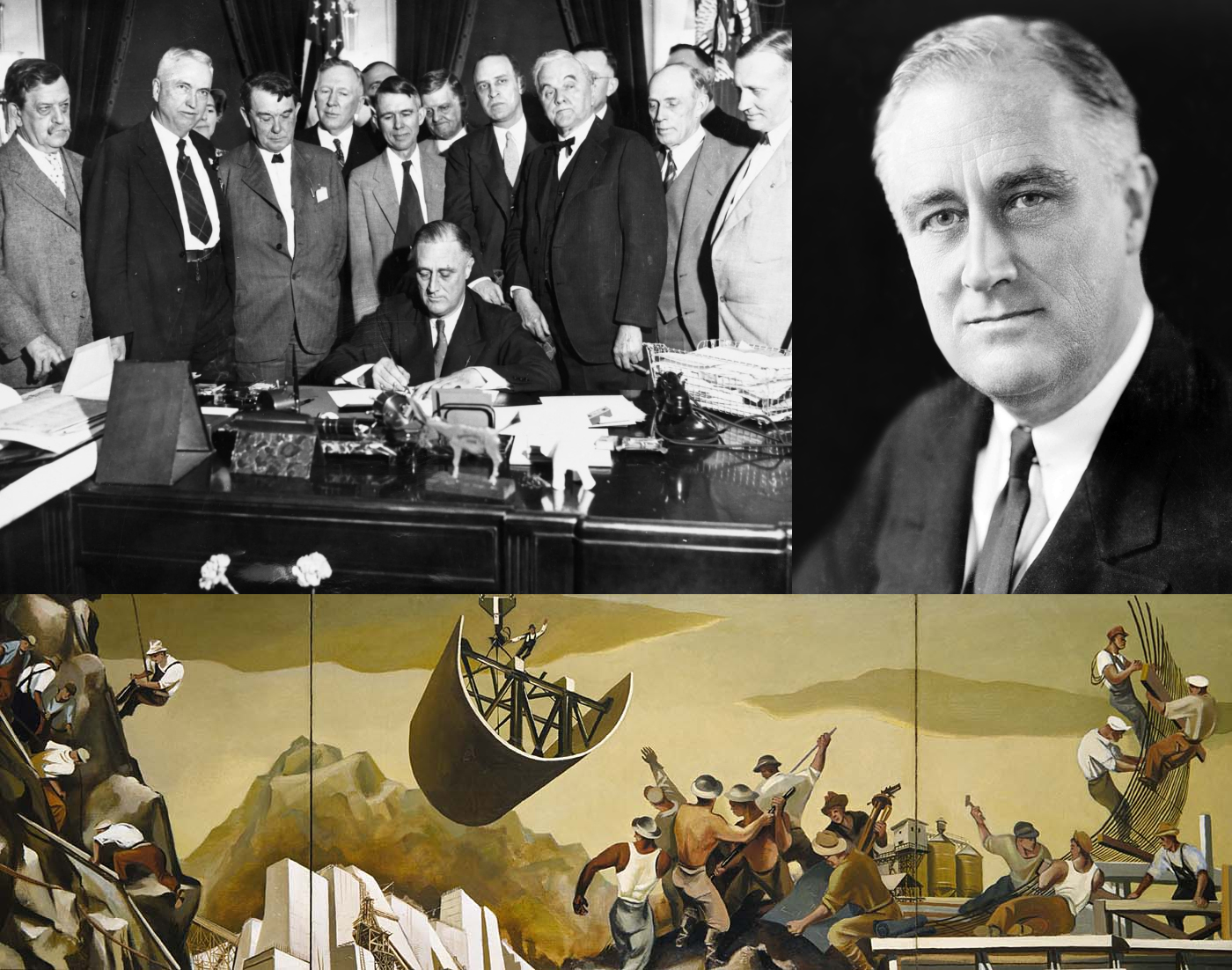
Nowy Ład

Nowy Ład (z ang. New Deal) – program reform ekonomiczno-społecznych wprowadzonych w Stanach Zjednoczonych przez prezydenta Franklina Delano Roosevelta w latach 1933–1939, którego celem było przeciwdziałanie skutkom wielkiego kryzysu lat 1929–1933. Obejmował reformy prawne stabilizujące gospodarkę, instytucje pobudzające gospodarkę i walczące z bezrobociem, wprowadzenie powszechnej opieki społecznej, programy na rzecz sztuki, pomoc dla rolników, budownictwo komunalne, wprowadzenie prawa pracy, programy ochrony przyrody i wiele pomniejszych działań.

## Geneza
W 1929 wybuchł ogólnoświatowy kryzys gospodarczy, który został zapoczątkowany w Stanach Zjednoczonych w wyniku krachu na Wall Street. Kryzys spowodował w stosunku do 1928 r. znaczne obniżenie kursów akcji (do 30 w 1932, 1928 = 100), spadek produkcji przemysłowej o 46% oraz wysokie bezrobocie, wynoszące w 1933 roku 27% ludności czynnej zawodowo. Urzędujący prezydent Herbert Hoover utracił poparcie wyborców pomimo podjęcia działań antykryzysowych, w wyniku czego urząd ten objął w 1933 Franklin Delano Roosevelt.

## Program reform
Po objęciu urzędu Roosevelt przystąpił do programu reform, którego celem było zwiększenie siły nabywczej ludności oraz pobudzenie gospodarki przez wzrost cen. W tym celu zakazano wywozu złota za granicę, uniemożliwiono wymienialność dolara na złoty kruszec oraz dokonano dewaluacji waluty, co spowodowało ożywienie handlu zagranicznego.
W zakresie rolnictwa rząd zdecydował się na zmniejszenie produkcji rolnej w zamian za odszkodowania dla rolników i umorzenie im długów. Ku niezadowoleniu producentów Roosevelt wprowadził program opieki socjalnej dla robotników w postaci płacy minimalnej, emerytur oraz ubezpieczeń. Zwiększone zostały też uprawnienia związków zawodowych, a przedsiębiorcy musieli zawierać umowy z państwem dotyczące warunków i czasu pracy, w zamian za co otrzymywali pierwszeństwo w zamówieniach publicznych oraz gwarantowane ceny własnych wyrobów.
Przeciwdziałaniu bezrobociu miał służyć szeroki program robót publicznych, w ramach którego zatrudnionych zostało 8,5 miliona bezrobotnych; zbudowali oni ponad 120 tysięcy budynków publicznych, 77 tysięcy mostów i niemal 300 lotnisk. Do innych przedsięwzięć należało zagospodarowanie zaniedbanych terenów, między innymi doliny rzeki Tennessee, gdzie zbudowano państwowe elektrownie (zob. Tennessee Valley Authority) oraz zmodernizowano ubogie farmy.

## Skutki
New Deal powstrzymał przejściowo negatywne skutki kryzysu gospodarczego, jednak nie zapobiegł pojawieniu się kolejnej recesji w 1937 (tym razem jednak Gabinet Stanów Zjednoczonych interweniował stanowczo poprzez obniżenie stóp procentowych oraz rozszerzenie programu robót publicznych). Ale po niej, zwłaszcza dzięki II wojnie światowej, kraj wszedł na ścieżkę długotrwałego rozwoju gospodarczego. Sam Roosevelt zdobył wielkie poparcie społeczne, co zaowocowało jego trzykrotną reelekcją w 1936, 1940 i 1944. Przeciwnicy New Dealu wskazywali jednak na to, że część inwestycji w ramach tego programu była zainicjowana przez Hoovera. Jeden z najbliższych współpracowników Roosevelta powiedział później, że „praktycznie rzecz biorąc, cały Nowy Ład ekstrapolowano z programów, które zapoczątkował Hoover”. Dokonania New Dealu zainspirowały Johna Maynarda Keynesa do stworzenia koncepcji interwencjonizmu państwowego w pracy Ogólna teoria zatrudnienia, procentu i pieniądza (1936).